# Методистський собор Веслі
Методистський собор Веслі (англ. Wesley Methodist Cathedral) — протестантська церква в Кумасі, Гана. Є найбільшою методистською церквою регіону, центр Єпископальної області в Кумасі. Будівля названа в честь Джона Веслі, засновника методизму.